# Miss Universo 1976
Miss Universo 1976, la 25.ª edición del concurso de belleza Miss Universo, se llevó a cabo en el Teatro Lee (también conocido como Teatro Chino), en Victoria (Hong Kong) el domingo 11 de julio —debido a la diferencia de horario, fue televisado en el hemisferio occidental durante la noche del 10 de julio—.
Setenta y dos candidatas, representantes de igual número de naciones y territorios, compitieron por el título. Al final del evento, Anne Marie Pohtamo, Miss Universo 1975, de Finlandia coronó como su sucesora a Rina Messinger, de Israel. Elegida por un jurado de diez personas, la ganadora, de 20 años, se convirtió en la primera —y hasta ahora única— representante de su país en obtener el título de Miss Universo.
Este fue el décimo concurso animado de forma consecutiva por el presentador de televisión estadounidense Bob Barker. Como comentarista fungió la actriz Helen O'Connell. El programa fue transmitido vía satélite por la cadena norteamericana CBS y visto en directo en gran parte del mundo. El escenario del Teatro Lee, hoy demolido, se adornó con coloridos motivos chinos, escaleras de madera y adornos de bambú.

## Resultados
| Posición                | Concursante |
| ----------------------- | --- |
| Miss Universo 1976      | - Israel - Rina Messinger |
| 1.ª Finalista           | - Venezuela - Judith Castillo |

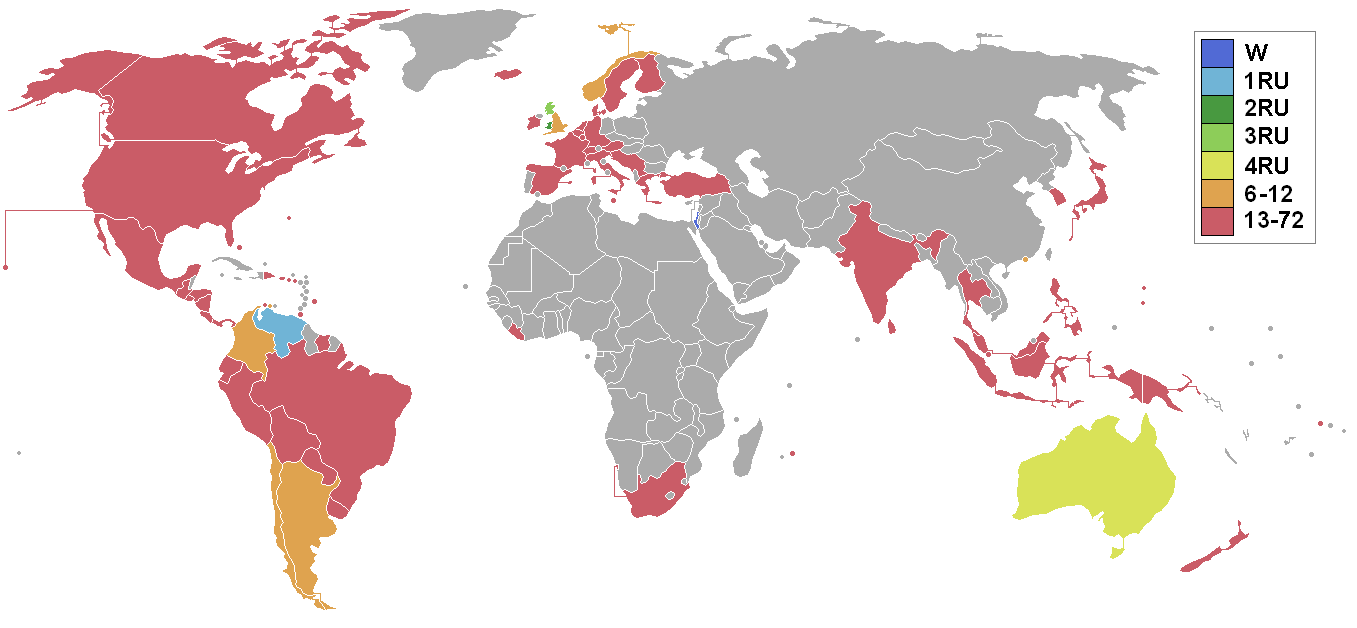
Mapa que representa las candidatas participantes

| 2.ª Finalista           | - Gales - Sian Adey-Jones |
| 3.ª Finalista           | - Escocia - Carol Grant |
| 4.ª Finalista           | - Australia - Julie Ismay |
| Semifinalistas (Top 12) | - Argentina - Lilian De Asti - Chile - Verónica Sommer - Colombia - María Reyes - Curazao - Anneke Dijkhuizen - Hong Kong - Rowena Lam - Inglaterra - Pauline Davies - Noruega - Bente Lihaug |

### Orden de Clasificación
| Top 12     | Top 5     |
| ---------- | --------- |
| Inglaterra | Venezuela |
| Curazao    | Israel    |
| Hong Kong  | Gales     |
| Israel     | Escocia   |
| Argentina  | Australia |
| Australia  |           |
| Noruega    |           |
| Chile      |           |
| Colombia   |           |
| Gales      |           |
| Venezuela  |           |
| Escocia    |           |

## Áreas de competencia

### Competencia preliminar
Previamente a la competencia de la noche final, todas las concursantes compitieron en traje de baño (similares para todas) y en traje de noche (elegidos a gusto de cada concursante) durante la competencia preliminar. Ellas también fueron entrevistadas en privado por el jurado que calificó a las concursantes en cada una de las tres áreas de competencia. Se formó, con esto, un grupo de 12 semifinalistas, basado en su promedio obtenido en las preliminares, que no fue dado a conocer hasta la noche final.

### Final
Durante la competencia final, el grupo de 12 semifinalistas seleccionadas en la Competencia Preliminar fue dado a conocer y compitió de nuevo en entrevista, traje de baño y traje de noche.
Las cinco candidatas con los promedios más altos participaron en una ronda final de votación durante el evento televisado, antes de que las posiciones finales fueran anunciadas, y a su vez, fuera revelado el nombre de la nueva Miss Universo.

### Jurado
- Margareta Arvidsson, Miss Universo 1966 y modelo sueca.
- Florinda Bolkan, actriz brasileña.
- Britt Ekland, actriz sueca.
- Dame Margot Fonteyn, prima ballerina británica.
- Dr. Aldo Gucci, diseñador italiano.
- Príncipe Henri d'Orléans, miembro de la realeza francesa.
- David Newbigging, empresario británico.
- Roman Polanski, cineasta francés de origen polaco.
- Run Run Shaw, productor de televisión de Hong Kong.
- Fred Williamson, actor, arquitecto y exjugador profesional de fútbol americano estadounidense.

### Premios especiales
La Corporación Miss Universo otorgó tres premios especiales durante las actividades del Miss Universo 1976: Miss Simpatía, Miss Fotogenia y el premio al Mejor Traje Nacional. 

#### Miss Simpatía de Miss Universo 1976
La concursante ganadora al reconocimiento como Miss Amistad (Miss Amity), equivalente a Miss Simpatía, fue elegida por las mismas concursantes, quienes votaron en secreto por aquella de sus compañeras que reflejase mejor el sentido de sana competencia, fraternidad, y amistad entre las naciones; su nombre fue dado a conocer durante la noche final. Mientras cada chica se presentaba, daba su voto que se iba contabilizando mientras el Desfile de las Naciones corría.
Ganadora:  Trinidad y Tobago, Margaret McFarlane.

#### Miss Fotogenia de Miss Universo 1976
La concursante ganadora al reconocimiento como Miss Fotogenia (Miss Photogenic), fue elegida por los reporteros gráficos que cubrían el evento con el visto bueno de la Corporación Miss Universo; se otorgó a la candidata que retratase mejor ante las cámaras fotográficas.
Ganadora:  Inglaterra, Pauline Davies.

#### Mejor Traje Nacional de Miss Universo 1976
El traje ganador al reconocimiento de Mejor Traje Nacional de Miss Universo 1976 fue elegido por un panel de jueces especializados en cultura y tradiciones.
- Ganadora:  Perú, Rocío Lazcano.

## Significancia histórica de Miss Universo 1976

### Semifinalistas
- Es la primera ocasión en que Israel obtiene el título, significando con ello un gasto enorme en materia de seguridad para la Corporación Miss Universo, ya que una israelí portadora del título podía ser objeto de atentados.
- Para ninguno de los doce países cuyas delegadas pasaron a la ronda semifinal era algo nuevo, ya que todos habían logrado superar ese primer corte en por lo menos una ocasión.
- Estados Unidos quedó fuera de la ronda semifinal por primera vez de manera oficial. Anteriormente, en 1957, la delegada norteamericana había sido descalificada, pero en esta ocasión, Barbara Petersen, de Minnesota, quedó fuera de la competencia en la primera ronda sin descalificación de por medio.

### Otros datos significativos
- Inglaterra obtiene por tercera vez el premio Miss Fotogenia.
- Perú gana su segundo premio al Traje Típico.
- Trinidad y Tobago gana su segundo premio Miss Simpatía, y además de manera consecutiva.
- Venezuela logra la posición de Primera Finalista por segunda vez, la primera fue en 1967.
- Es la segunda ocasión que un país asiático sirve de sede para este certamen.
- En los 25 años de historia del certamen Miss Universo, esta edición impuso récord como el certamen con más concursantes hasta ese momento, reuniendo a 72 candidatas, una más que el año anterior.

## Países concursantes y delegadas
72 naciones participaron en el certamen. Se muestra el nombre completo de la candidata, hasta donde es posible; apodos o diminutivos son entrecomillados.

### Delegadas
| - Alemania (Federal), Briggit Margot Hammer - Argentina, Lilian Noemí De Asti - Aruba, Cynthia Marlene Bruin - Australia, Julie Anne Ismay - Austria, Heidi-Marie Passian - Bahamas, Sharon Elaine Smith - Barbados, Jewell Sharon Nightingale - Bélgica, Yvette Maria Aelbrecht - Bermudas, Vivienne Anne Hollis - Bolivia, Carolina Elisa Aramayo Esteves - Brasil, Katia Celestina Moretto † - Canadá, Normande Jacques - Chile, María Verónica Sommer Mayer - Colombia, María Elena Reyes Abisambra - Corea (Sur), Chung Kwang-Hyun - Costa Rica, Silvia Jiménez Pacheco - Curazao, Anneke Dijkhuizen - Dinamarca, Brigitte Trolle Birkhojvej - Ecuador, Gilda Plaza - El Salvador, Mireya Carolina Calderón Tovar - Escocia, Carol Jean Grant - España, Olga Fernández Pérez - Estados Unidos, Barbara Elaine Petersen - Filipinas, Lizabeth de Padua - Finlandia, Suvi Lukkarinen - Francia, Monique Uldaric - Gales, Sian Helen Adey-Jones - Grecia, Melina Michailidou - Guam, Pilar Martha Laguana - Guatemala, Blanca Alicia Montenegro - Holanda (Países Bajos), Nannette Johanna Nielen - Honduras, Victoria Alejandra Pineda Fortín - Hong Kong, 'Rowena' Lam Leung-Wai - India, Naina Sudhir Balsavar - Indonesia, Yuliarti Rahayu - Inglaterra, Pauline Davies | - Irlanda, Elaine Rosemary O'Hara - Islandia, Gudmunda Hulda Johannesdóttir - Islas Vírgenes (Estados Unidos), Lorraine Patricia Baa - Israel, Rina Messinger - Italia, Diana Scapolan - Japón, Miyako Iwakuni - Liberia, Lorraine Wede Johnson - Luxemburgo, Monique Wilmes - Malasia, Teh-Faridah Ahmad Norizan - Malta, Mary Grace 'Margie' Ciantar - Marianas del Norte, Candelaria Flores Borja - Mauricio, Mariella Tse-Sik-Sun - México, Carla Jean Evert Reguera - Nicaragua, Ivania Navarro Genie - Noruega, Bente Lihaug - Nueva Zelanda, Janey Kingscote - Panamá, Carolina María Chiari - Papúa Nueva Guinea, Eva Regina Arni - Paraguay, Nidia Fátima Cárdenas - Perú, Rocío Rita Lazcano † - Puerto Rico, Elizabeth Zayas Ortiz - República Dominicana, Norma Lora - Samoa Americana, Taliilani Ellen Letuli - Sint Maarten, Angela Huggins - Singapur, Linda Tham - Sudáfrica, Cynthia Classen - Sri Lanka, Genevieve Bernedette Parsons - Suecia, Caroline Westerberg - Suiza, Isabelle Fischbacher - Surinam, Peggy Vandeleuv - Tailandia, Katariya Areekul - Trinidad y Tobago, Margaret Elizabeth McFarlane - Turquía, Manolya Onur - Uruguay, Lelia Luisa Viñas Martínez - Venezuela, Judith Josefina Castillo Uribe - Yugoslavia, Svetlana Radojčić |

Abandonó el concurso:
- Polinesia Francesa, Amiot Mora, su madre enfermó y regresó a su hogar. Ella participó en las preliminares.

No se presentó al concurso:
- Jamaica, Angela Ruddock.

#### Datos de las concursantes
- La ganadora original del Miss Venezuela, Elluz Peraza, renunció al título y entonces Judith Castillo, la primera finalista, fue quien representó los colores de su patria en este certamen.
- Miss México, Carla Evert, desató polémica en su país ya que radicaba en los Estados Unidos y no hablaba bien el español.
- Las representantes de Argentina, Aruba, Irlanda, Dominio de Canadá, Malta y Mauricio compitieron en el Miss Mundo 1975, mientras que las concursantes de Bélgica, Bermudas, Escocia, Francia, Liberia, Luxemburgo y México concursaron en el Miss Mundo 1976.
- Las candidatas de Noruega y Gales probaron suerte en el Miss Internacional 1977, esta última representando a Bretaña.
- Miss Holanda concursó en el Miss Mundo 1975 y en el Miss Internacional 1979.
- Miss Puerto Rico, Elizabeth Zayas Ortiz participó en el certamen Miss Maja Internacional, cargando con la victoria, en el 1977.

#### Sobre los países participantes
- Las concursantes de algunos países utilizaron la banda con un nombre generalizado cuando, en realidad, representaban una entidad política separada. Tal fue el caso de Miss Samoa (que era de Samoa Americana) y Miss Islas Vírgenes (proveniente de la parte estadounidense).
- Barbados, Islas Marianas del Norte, Papúa Nueva Guinea y Sint Maarten debutaron en Miss Universo en este certamen. En el caso de San Martín, participaba la parte holandesa, es decir Sint Maarten.
- Belice, Haití, Jamaica, Líbano, Marruecos y Micronesia no participaron este año, a pesar de haber competido en la edición anterior.
- Honduras, Noruega y Surinam regresaron a la competencia después de distintos períodos de ausencia.

## Otros datos del certamen Miss Universo 1976
- Miss Samoa Americana y Miss Filipinas se quejaron de asistir a eventos de gala con magnates de Hong Kong. Decían que las obligaban a bailar con los hijos de estos y algunos les ofrecieron matrimonio.
- Únicamente artistas locales ofrecieron su actuación durante la gala.